# ELIZA効果
ELIZA効果（イライザこうか、英語: ELIZA effect）は、意識的にはわかっていても、無意識的にコンピュータの動作が人間と似ていると仮定する傾向を指す。これは、プログラミングの限界の自覚とプログラムの出力を生む動作との微妙な認知的不協和の結果とされる。ELIZA効果は人工知能研究における重要な発見であり、チューリングテストについてそれまで考えられていたような、言語（文字）を通した会話というだけではなく、人間の認知的性質といったことについても、より目が向けられるようになった。

## 起源
ELIZA効果の名称は、1966年に発表されたおしゃべりボットの元祖「ELIZA」に由来し、これは来談者中心療法のパロディであった。ELIZA はユーザーが言及した話題に関して質疑応答するようにプログラムが組まれていた。
ELIZAは、ユーザーの感情を引き出すという意味で驚くほど成功した。しかし、ELIZAのコードは単にそのように設計されていただけで、会話を理解しているわけではない。こういった対話を研究した結果、ユーザーはELIZAが単なるシミュレーションであると意識の上ではわかっていても、無意識的にELIZAが話題に興味を持っているように感じていることが明らかとなった。

## 論理誤謬
ELIZA効果は、以下のような後件肯定の論理誤謬の特殊ケースである。
プログラムが X によって動機付けされているとしても、観測された振る舞い Y が X という動機から発したかどうかは不明である。さらにいえば、そのプログラムが X によって動機付けされているかどうかを示すことは不可能である。多くの場合、プログラムの動機付けという考え方自体がありえない。
ELIZA効果は、擬人観よりも論理誤謬の程度は少ない。ユーザーはそのコンピュータが人間でないことを知っているし、完全な人工知能でないこともわかっている。それにもかかわらず、ユーザーはシステムの振る舞いが人間の振る舞いに似ているとき、同じ原因があると暗黙のうちに仮定する。しかし、コンピュータは人間のような感情を持たないため、この仮定は誤りである。プログラマはユーザーが仮定するような動機付けをしようと考えていたかもしれないが、それをプログラムの反応だけから推論することはできない。プログラムの振る舞いは予期しない副作用である可能性もある。
コンピュータがそのような仮定されたような形で動機付けされることがないとユーザーが理解した時点で ELIZA効果は解消される。

## 利点と欠点
人工知能やヒューマンマシンインタフェースのプログラミングにおいて、意図的にELIZA効果を利用することがある。これは、チューリングテストに合格するためだったり、計算記号論の研究の一環だったりする。この戦略はコーディング上は効率的だが、危険でもある。ユーザーがELIZA効果が発生していることに気づいた場合、その無意識的な仮定を否定することによって同時にプログラミング手法そのものを推論する。結果としてチューリングテストには不合格となる。人工知能プログラマはELIZA効果を避けようと努力すると、同時にそのプログラムの出力のその他の問題点にも気づかなくなる。
ELIZA効果はプログラミング言語の設計にも活用される。例えば、“+” という記号は文脈がどうであれ、加算を意味しているとみなすことが多い。同じ記号(“+”)は文字列の連結アルゴリズムを表すのにも使われる。プログラマは演算子オーバーロードのことを知らなくても、“+” が2種類の機能を持っていることを自然に受け止めている。つまり、これも一種のELIZA効果的な仮定「驚き最小の原則」が働いているとみることができる。
ELIZA効果は、ユーザーの仮定とプログラムの振る舞いが一致しない場合には逆効果となる。例えば、デバッグの際にプログラムの動作の真の原因をわかりにくくするなどの効果が考えられる。プログラミング言語は、一般にELIZA効果を排除するため、キーワードを慎重に選択し、誤解が発生しないようにする。